# Sena Jurinac
Sebrenka Jurinac (Travnik, entonces en Yugoslavia, 24 de octubre de 1921 - 22 de noviembre de 2011, Augsburgo, Alemania) conocida como Sena Jurinac fue una soprano croata nacionalizada austriaca.

## Biografía
Su madre era vienesa y su padre croata de Bosnia y Herzegovina , médico de profesión. Muy pronto dio muestras de su gran talento para la música e inició sus estudios en Zagreb. Debutó en 1942, en Zagreb, interpretando el papel de Mimì de La Bohème de Giacomo Puccini. Su carrera tomaría un gran impulso cuando fue contratada por el director Karl Böhm para formar parte de la Ópera Estatal de Viena. En brillante carrera (que sólo sufrió una efímera interrupción durante la Segunda Guerra Mundial) fue decisiva también la protección de otro gran director, Fritz Busch, con el que colaboró frecuentemente en los escenarios británicos. Ferenc Fricsay y Herbert von Karajan fueron otros directores para los que cantó frecuentemente y con los que grabó numerosos discos.
Sena Jurinac tuvo una gran carrera internacional y cantó regularmente en los más importantes festivales de Europa, como los de Salzburgo, Glyndebourne o Edimburgo.
Se retiró de los escenarios operísticos en 1983 como La Mariscala de El caballero de la rosa, pero continuó su actividad pública dando recitales y clases de canto y esporádicas apariciones (como la recordada Bruja de Hansel y Gretel en una película dirigida por Solti)

## Repertorio
Fue una de las cantantes más prestigiosas de su generación y junto a otras importantes voces (las sopranos Lisa della Casa, Irmgard Seefried, Elisabeth Schwarzkopf, Elisabeth Grümmer, la mezzo Christa Ludwig, el tenor Anton Dermota o el barítono Erich Kunz) forma parte del prodigioso grupo de intérpretes que coincidió en Viena a mediados del siglo XX. 
La crítica ha valorado especialmente sus excelentes versiones de personajes operísticos de Mozart y Richard Strauss.

## Discografía básica
- Beethoven, Fidelio, Otto Klemperer

- Gluck, Orfeo y Euridice, Herbert von Karajan

- Mozart, Cosí fan tutte, Fritz Busch

- Mozart, Las bodas de Fígaro, Vittorio Gui (como La condesa)

- Mozart, Las bodas de Fígaro, Karajan (como Cherubino)

- Mozart, Don Giovanni, Fricsay (como Donna Anna)

- Mozart, Don Giovanni, Moralt (como Donna Elvira)

- Mozart, Don Giovanni, Karl Böhm (como "Donna Elvira")

- Mozart, Idomeneo, Fritz Busch (como Illia)

- Puccini, Madame Butterfly, Klobucar

- R.Strauss, Ariadne auf Naxos, Karl Böhm (como El compositor)

- R.Strauss, Cuatro últimas canciones, Fritz Busch

- R.Strauss, Der Rosenkavalier, Erich Kleiber

- Chaikovski, Eugene Onegin, Lovro von Matacic

- Verdi, Don Carlo, Herbert von Karajan

DVD
- Berg, Wozzeck, Bruno Maderna (como "Marie"), 1970

- R.Strauss, Der Rosenkavalier, Karajan (como Octavian), 1960

- R.Strauss, Ariadne auf Naxos, Böhm (como El Compositor), 1965

- Humperdinck, Hänsel und Gretel, Solti (como La Bruja), 1983

- Verdi, Otello, Quadri (como Desdémona), 1965